# 平磯站
平磯站（日语：／ Hiraiso eki */?）是位於茨城縣常陸那珂市平磯町，常陸那珂海濱鐵道的湊線車站。
此站是位於常陸那珂市（舊・那珂湊市）內。鄰近平磯海灘和水產加工團地。

## 歷史
- 1924年（大正13年）9月3日 - 湊鐵道開設此站。
- 1944年（昭和19年）8月1日 - 公司合併後，成為茨城交通車站。
- 1970年（昭和45年）10月1日 - 結束平磯站和磯崎站的車載貨物起卸業務[2]
- 1977年（昭和52年）12月16日 - 平磯站和磯崎站成為無人車站，設自動售票機[2]
- 1987年（昭和62年）- 車站大樓重建，大樓內設有超級市場。
- 2008年（平成20年）4月1日 - 由常陸那珂海濱鐵道接管鐵路線。
- 2011年（平成23年） - 車站大樓再次重建。同年10月，設置了現時的設施。

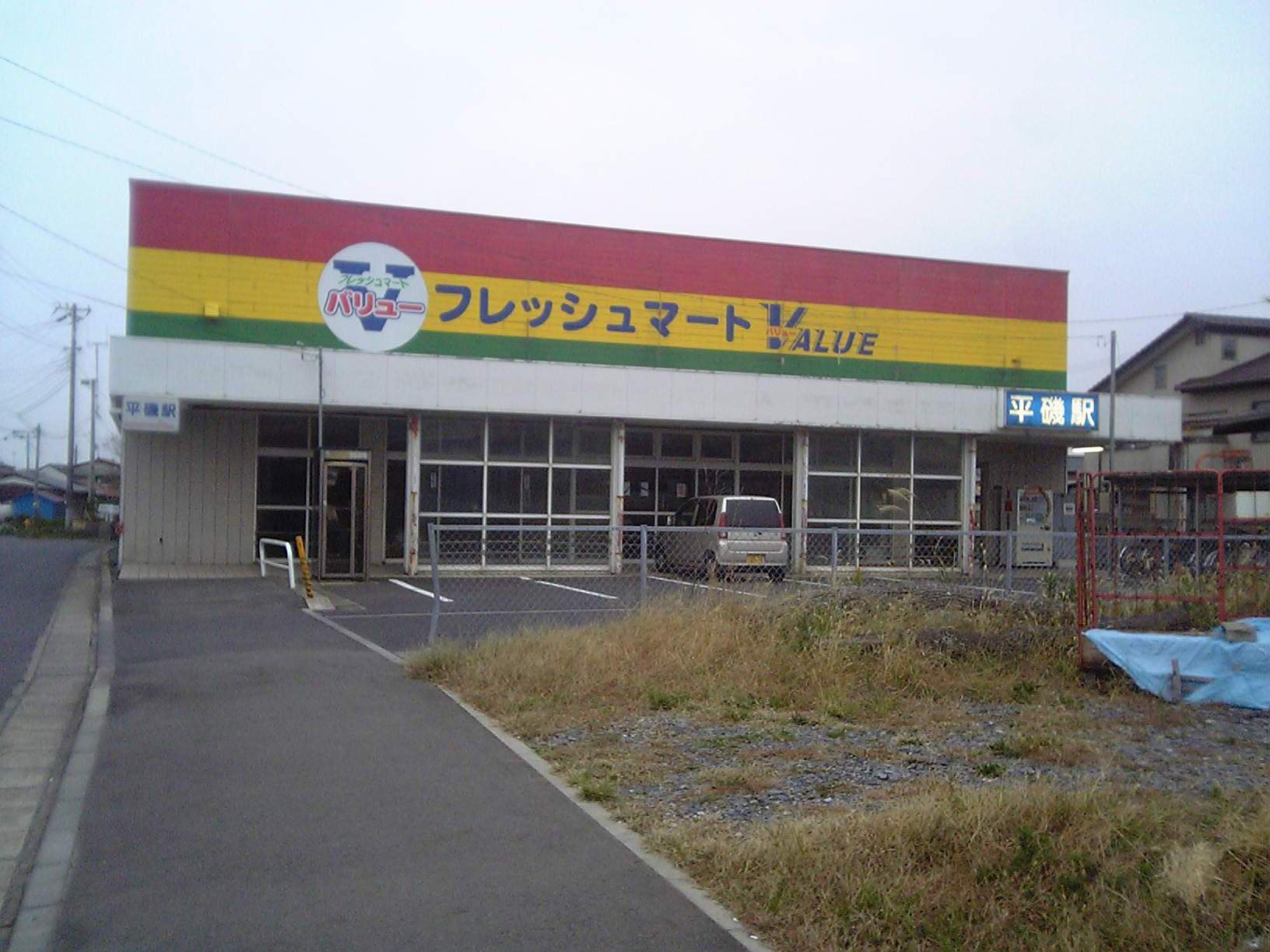
舊車站大樓(2009年10月24日)
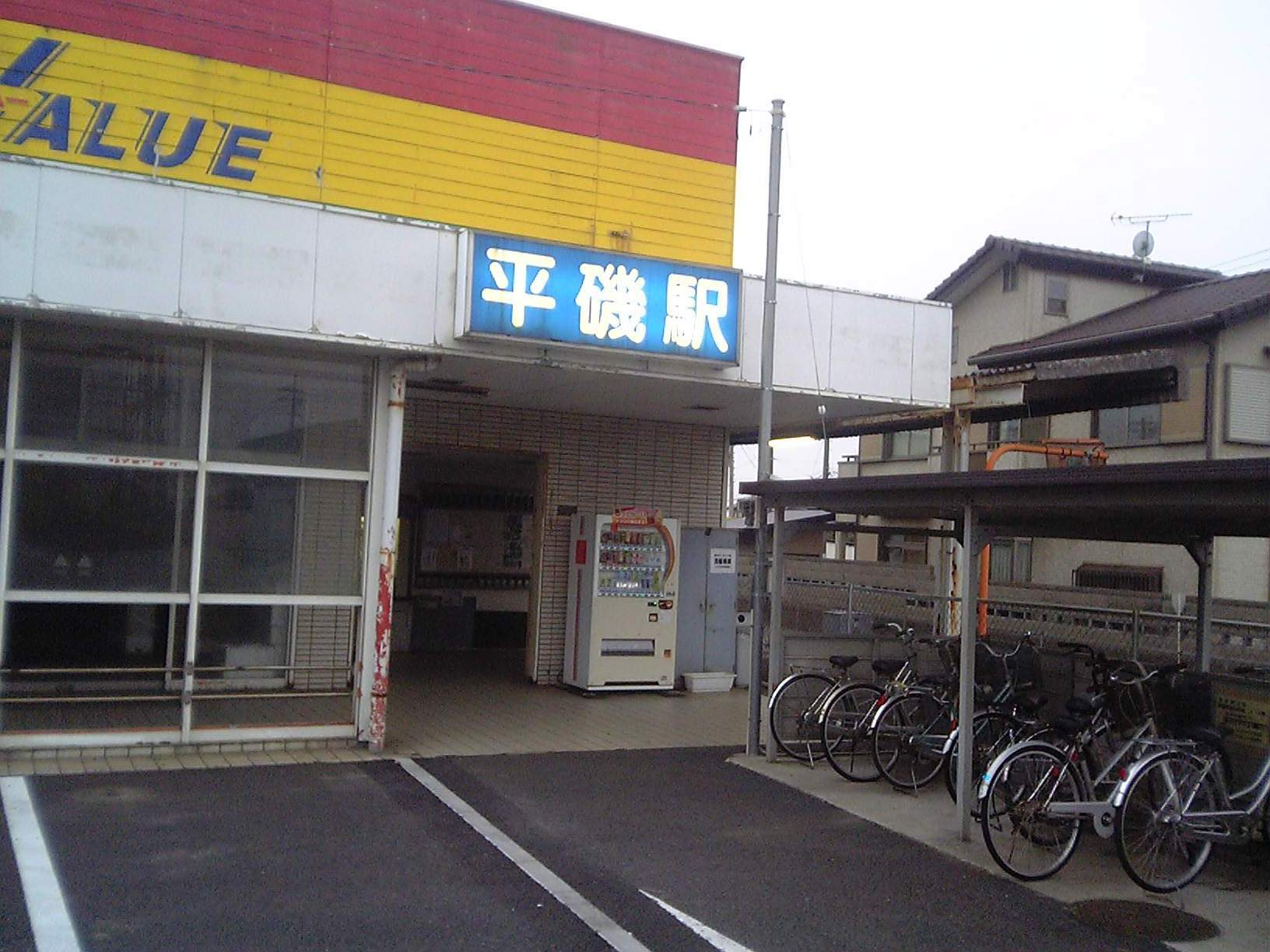
月台入口(2009年10月24日)
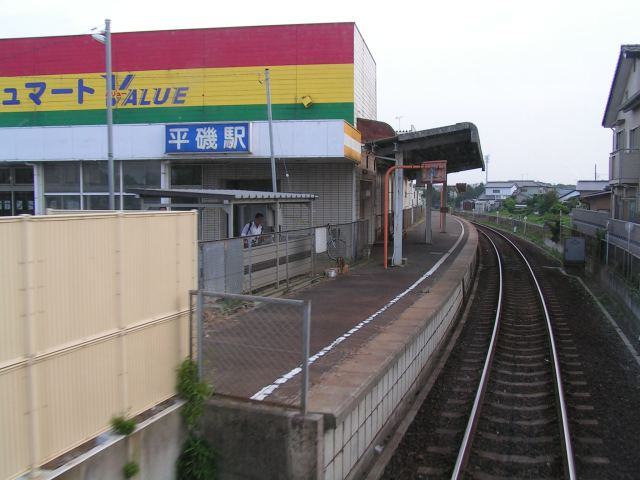
平磯站(2005年8月2日)

## 車站構造
此站是地面車站，設有1面1線的單式月台。
在1987年，車站大樓進行翻新，新大樓同設有茨城交通日常商店平磯店（茨城交通直營超越市場），該超級市場位於大樓一角。後來茨城交通結束超級市場業務，該超級市場便轉讓給其他公司繼續營運，後來超級市場結業。在停車場遺址建設了住宅區。車站大樓在2011年再次重建，商店遺蹟在同年10月上旬已經撤走。月台設有無障礙設施，設有停輪場和廁所。
曾經此站設有可進行列車交會的千鳥式月台，在1987年車站大樓重建時曾經使用部分車站用地。

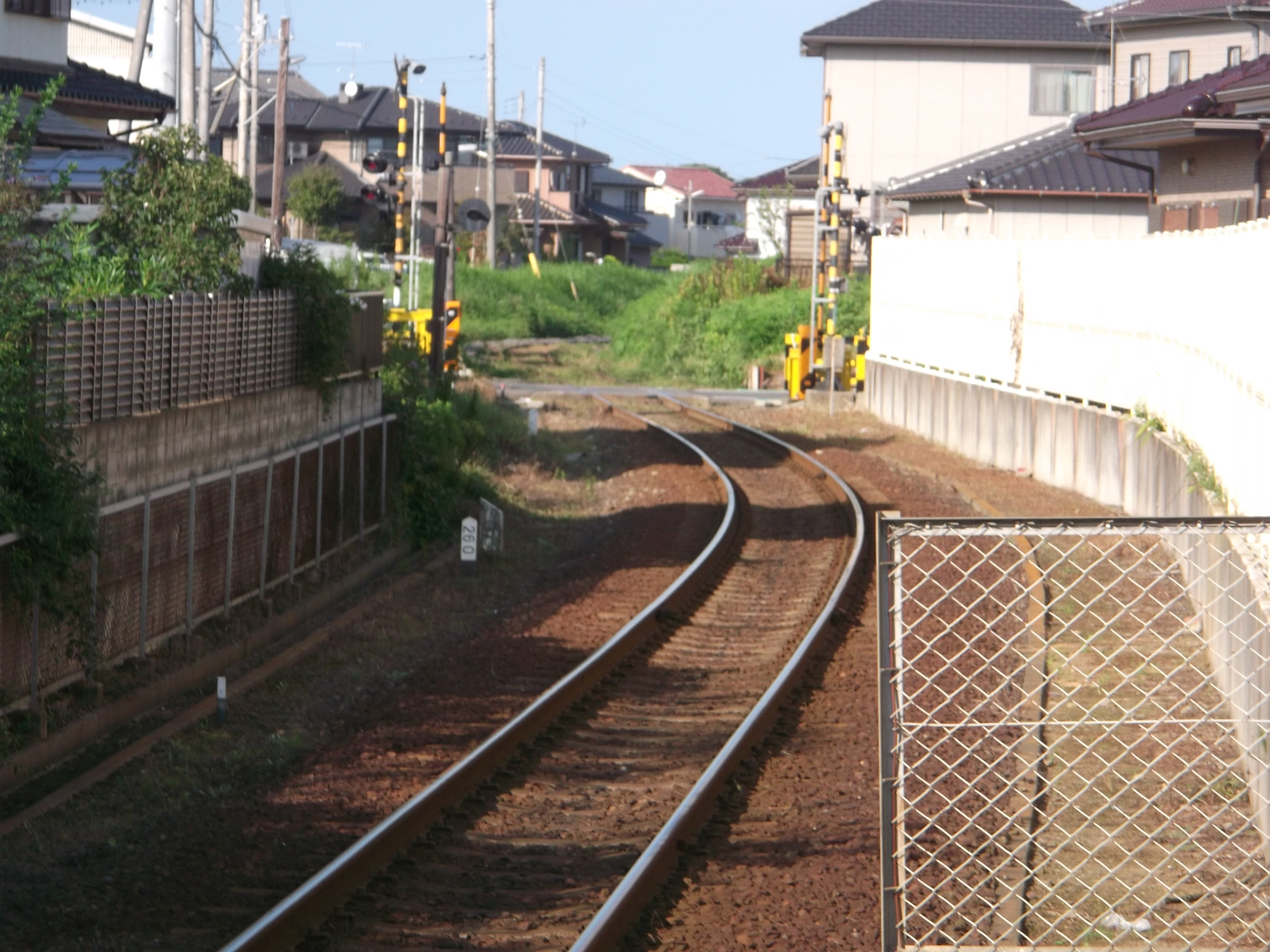
月台望向磯崎站方向(2013年9月)
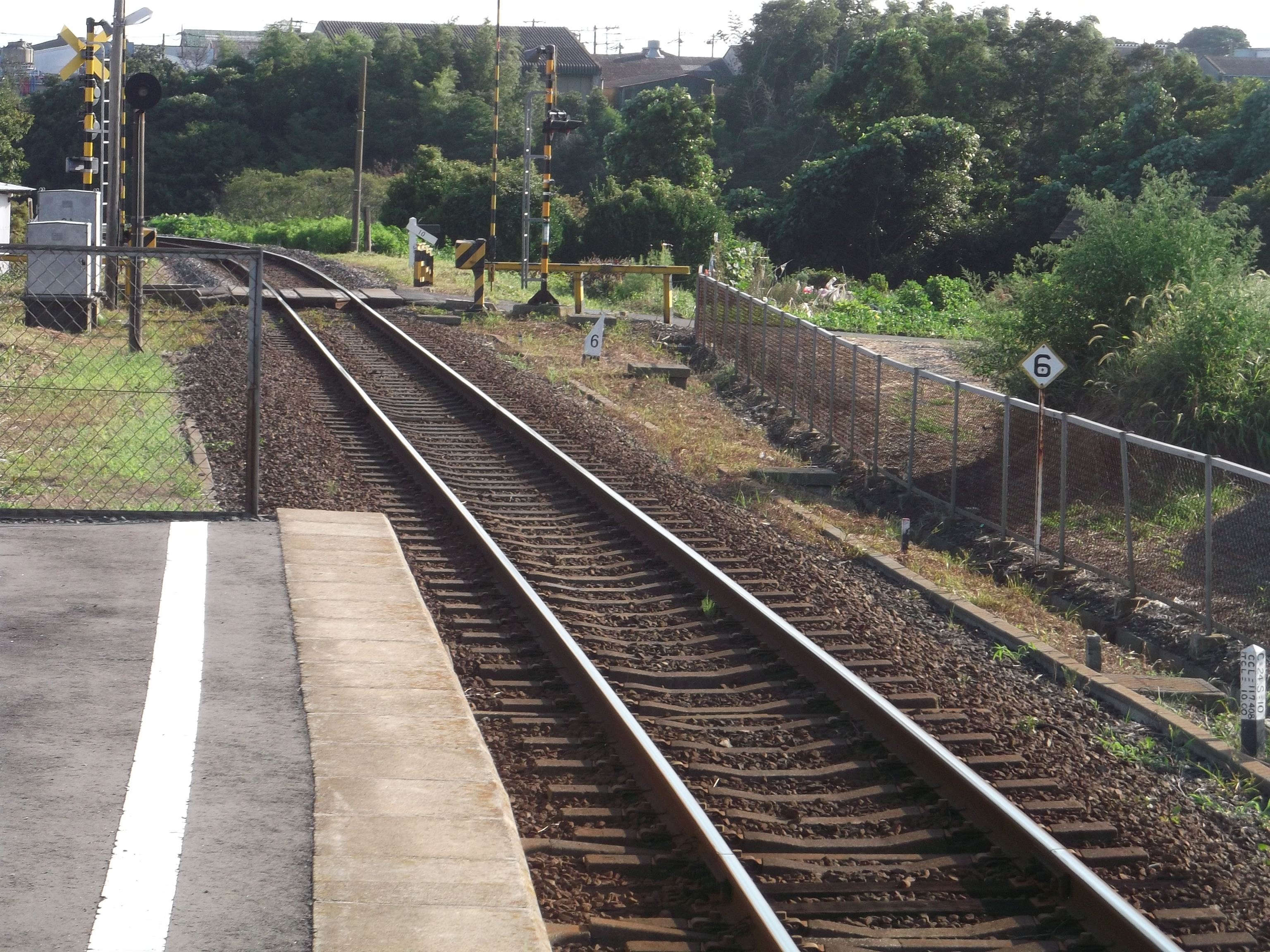
月台望向殿山站方向(2013年9月)
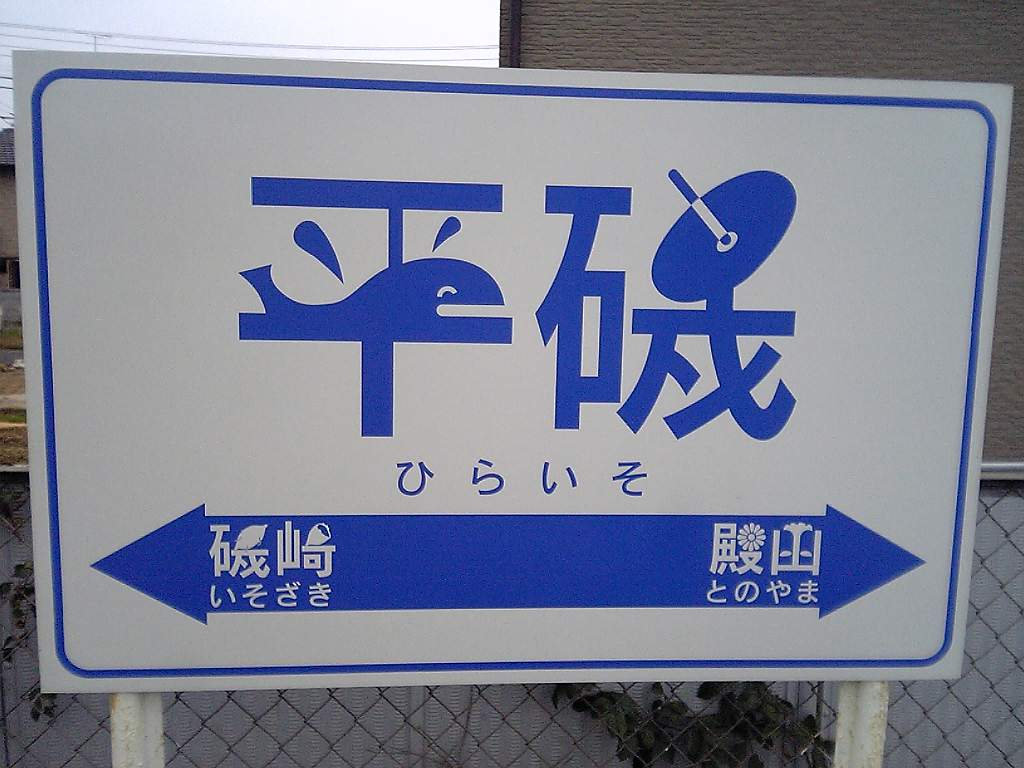
站名牌(2009年10月24日)

## 在此站的運行形態
- 上行（那珂湊、勝田方向）
  - 日間設有大約每小時1-2班普通列車（前往勝田）停靠，此站的尾班車只會前往那珂湊[3]。
- 下行（阿字浦方向）
  - 日間設有大約每小時1-2班普通列車（前往阿字浦）停靠[3]。

## 使用狀況
- 以下為此站使用狀況變遷[4]：
  - 一年乘車人次以人作單位。更適合用於比較年度數據。
  - 當中，最高値會使用紅色，在最高値記錄年度以後的最低値使用青色、在最高値記錄年度以前的最低値使用綠色作標記。

| 年度               | 一年乘車人次：人／年度 | 一年乘車人次：人／年度 | 一年乘車人次：人／年度 | 一年乘車人次：人／年度 | 特別事項 |
| ------------------ | ---------------------- | ---------------------- | ---------------------- | ---------------------- | -------- |
| 年度               | 通勤定期乘客           | 上學定期乘客           | 其他乘客               | 合計                   | 特別事項 |
| 2000年（平成12年） |                        |                        |                        | 80,152                 |          |
| 2001年（平成13年） |                        |                        |                        | 71,247                 |          |
| 2002年（平成14年） |                        |                        |                        | 63,865                 |          |
| 2003年（平成15年） |                        |                        |                        | 62,629                 |          |
| 2004年（平成16年） |                        |                        |                        | 58,665                 |          |
| 2005年（平成17年） |                        |                        |                        | 53,332                 |          |
| 2006年（平成18年） |                        |                        |                        | 52,267                 |          |
| 2007年（平成19年） |                        |                        |                        | 54,560                 |          |
| 2008年（平成20年） |                        |                        |                        | 58,473                 |          |
| 2009年（平成21年） |                        |                        |                        | 60,590                 |          |
| 2010年（平成22年） |                        |                        |                        | 61,685                 |          |
| 2011年（平成23年） |                        |                        |                        | 52,704                 |          |
| 2012年（平成24年） |                        |                        |                        | 61,495                 |          |
| 2013年（平成25年） |                        |                        |                        | 65,700                 |          |
| 2014年（平成26年） |                        |                        |                        | 73,365                 |          |
| 2015年（平成27年） |                        |                        |                        | 77,015                 |          |
| 2016年（平成28年） |                        |                        |                        | 74,825                 |          |
| 2017年（平成29年） |                        |                        |                        | 78,020                 |          |
| 2018年（平成30年） |                        |                        |                        | 78,475                 |          |

## 車站周邊
- 常陸那珂市立平磯小學
- 平磯郵局
- 平磯海灘
- 水產加工團地

## 相鄰車站
常陸那珂海濱鐵道
■湊線
殿山－平磯－美乃濱學園

## 注腳
1. ↑  平磯駅|ひたちなか海浜鉄道 （页面存档备份，存于）（日語）
2. 1 2  『湊線百年史』常陸那珂海濱鐵道、2015年、309頁
3. 1 2  平磯駅時刻表.駅探（日語）
4. ↑  ひたちなか市統計書各年度版 （页面存档备份，存于）（日語）

## 外部連結
- 平磯站 （页面存档备份，存于）（日語） - 常陸那珂海濱鐵道